# Martin Speer (Maler)
Martin Speer (* 5. November 1702 in Wildsteig; † 28. Oktober 1765 in Regensburg) war ein in Regensburg ansässiger Maler der Barock- bzw. Rokokozeit.

## Biographie
Speer besuchte zunächst die Klosterschule in Rottenbuch. Von dort wurde er nach Meran zu dem Rottenbucher Maler Mattias Bußjäger in die Lehre gegeben und erhielt durch den 
Propst Patritius Oswald Unterstützung für Reisen nach Böhmen, England, Frankreich, Italien und Österreich. Er erhielt seine künstlerische Ausbildung an der Akademie in Wien und in Neapel bei Francesco Solimena, einem Vertreter der neapolitanischen Malerei des Barocks. Der Schwerpunkt seines Wirkens lag in Regensburg, der Oberpfalz, Nieder- und Oberbayern. Im Jahr 1737 wurden er und Johann Zeiler mit Preisen für Bildnisse bedacht, die eine Darstellung der Dalila zeigten, „wie sie Simsonen die Haare abschneidet“. Dieses Bild gilt als verschollen. Einige seiner Bildnisse gelangten in die Sammlung des Historischen Vereins für Oberpfalz und Regensburg. Er fertigte auch ein Porträt des Senators Christian Theophil Dimpfel, das von Johann Jacob Haid in Kupfer gestochen wurde. Johann Zoffany erlernte in Regensburg bei ihm das Malerhandwerk. Laut Angaben auf der Grabplatte soll er im 63. Lebensjahr gestorben sein.

## Werke

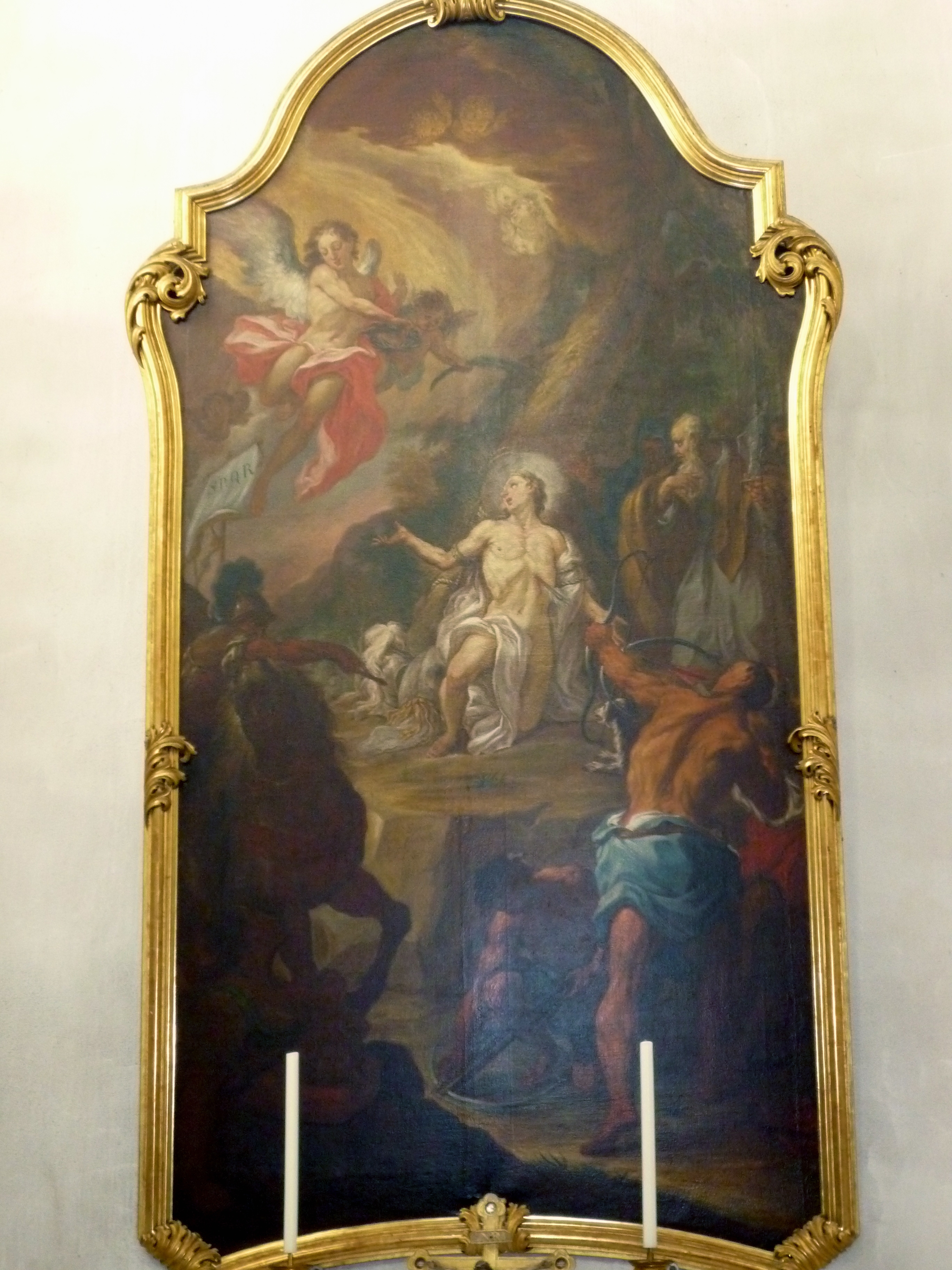
Martyrium des hl. Sebastian in der Klosterkirche Metten

- Bad Kohlgrub: Hochaltarbild mit Mantelspende des heiligen Martin (1729)
- Garmisch: Hochaltarbild in der Pfarrkirche mit Mantelspende des heiligen Martin (1734)
- Evangelische Neupfarrkirche in Regensburg: Gemälde mit wunderbarer Speisung des Elija und Beweinung Christi (Mitte 18. Jh.)
- Kloster Mallersdorf: großes Altarbild des Hauptaltares mit Johannes beim Visionsempfang auf Patmos (1749), Seitenaltarbilder mit Verkündigung, Schutzengel und Tod des heiligen Benedikt (1750)
- Obertraubling: Altarblatt Sankt Martin in der Kirche von Piesenkofen (1751)
- Gebelkofen: Wand- und Deckengemälde im Schloss Martin Speer zugeschrieben
- Kloster Maihingen: Ausmalung der Klosterkirche mit einem umfangreichen Marianischen Programm von Deckenfresken. Das Fresko im 2. Joch von Westen wurde von Speer bezeichnet: Von Regensburg Martinus Speer invenit et pinxit anno 1752. In der Krippendarstellung über der Orgelempore hat sich Martin Speer als Hl. Joseph selbst porträtiert.
- Kloster Frauenzell: Deckenfresko mit Wallfahrern zum Gnadenbild von Frauenzell in der Eingangshalle der Klosterkirche (1752)
- St. Michael (Michaelsbuch): Altarblatt mit Sebastiansmartyrium (1754) im Auftrag des Klosters Metten
- Kloster Metten: Bilder von vier Nebenaltären der Klosterkirche mit Kreuzigung, Schlüsselübergabe an Petrus, Sankt Stephan und Sankt Sebastian (1745); Deckenfresko mit Beginn des jüngsten Gerichts im Festsaal des Klosters (1755); an der Südseite des Freskos ein Selbstporträt des Malers auf dem Schild eines Knappen, der als Sinnbild des Namens einen Speer mit einem M unterhalb der Spitze trägt
- Kloster Sankt Emmeram in Regensburg: große Gemälde im Westquerhaus der Basilika mit Heilung des Lahmen und Erweckung der Tabita (1756 gestiftet für den Regensburger Dom; bei der Purifizierung des Domes im 19. Jh. hierher übertragen)
- Schloss Himmelberg (Sommerhaus des Klosters Metten): Fresken mit Enthauptung des heiligen Paulus und Szenen aus der Apostelgeschichte (1757); Altarbild mit der Damaskusvision des Paulus (1756)
- Scheuer (Mintraching): Wand- und Deckenfresken der Wallfahrtskirche mit Huldigung der Erdteile vor der Gottesmutter im Chor, Ester vor Artaxerxes und anderen alttestamentlichen Vorbildern der Fürsprache der Gottesmutter im Kirchenschiff (1760/61)
- Wallfahrtskirche Heilbrünnl in Roding: Gemälde des heiligen Pankratius (1764) an der rechten Langhauswand und ursprünglich das Altarbild der Stadtpfarrkirche St. Pankratius in Roding
- Maria-Schnee Kapelle in Regensburg: Wand- und Deckengemälde mit Allegorien der Tugenden und musizierendem König David Martin Speer zugeschrieben (da sie aber kurz vor dessen Tod ausgeführt wurden und Speer bereits erkrankt war, könnten sie auch nach den Entwürfen des Meisters von einem Schüler ausgeführt sein)
- Sulzbürg: Seitenaltarbild mit heiligem Franziskus in der Pfarrkirche Mater Dolorosa
- Kloster Raitenhaslach: Gemälde mit Verkündigung und Geburt Christi in der Klosterkirche angeblich von Martin Speer